# Pomianka
Pomianka [pronunciación en polaco: /pɔˈmjanka/] (Alemán: Neu Pammin) es un asentamiento ubicado en el distrito administrativo de Gmina Recz, dentro del Condado de Choszczno, Voivodato de Pomerania Occidental, en el norte de Polonia occidental. Se encuentra aproximadamente a 5 kilómetros al sur de Recz, a 11 kilómetros al noreste de Choszczno, y a 66 kilómetros al este de la capital regional Szczecin.
Antes de 1945, el área fue parte de Alemania. Para la historia de la región, véase Historia de Pomerania.